# Jean-Victor Poncelet
Jean-Victor Poncelet (1 tháng 7 năm 1788 – 22 tháng 12 năm 1867) là một kỹ sư và nhà toán học người Pháp, nổi tiếng với cương vị hiệu trưởng Trường Bách khoa Paris. Ông được coi là người hồi sinh ngành hình học xạ ảnh. Tác phẩm của ông Traité des propriétés projectives des figures (Xử lý các thuộc tính xạ ảnh của hình) được coi là công trình đáng tin cậy đầu tiên về chủ đề này kể từ công trình của Gérard Desargues từ thế kỷ 17. Sau đó ông đã viết một tác phẩm giới thiệu về nó: Applications d'analyse et de géométrie (Những ứng dụng phân tích và hình học) .
Trong vai trò một nhà toán học, công trình nổi tiếng nhất của ông trong hình học xạ ảnh là công trình về định lý Feuerbach. Ông cũng có những phát kiến về liên hợp điều hòa xạ ảnh; một trong số đó là các cực và đường cực kết hợp với các đường cô-nic. Những phát kiến này đã dẫn tới nguyên lý đối ngẫu và cũng giúp cho sự phát triển của số phức và hình học xạ ảnh .
Trong vai trò một nhà kỹ sư quân đội, ông phục vụ trong chiến dịch của Napoléon tấn công Đế quốc Nga năm 1812. Trong chiến dịch này ông bị bắt làm tù binh và bị giam tới tận năm 1814. Sau đó, ông làm giảng viên cơ học tại trường Cao đẳng Ứng dụng ở quê nhà Metz. Trong thời gian này ông xuất bản tác phẩm Introduction à la mécanique industrielle (Giới thiệu về cơ học công nghiệp) và phát triển các thiết kế về tua bin và bánh xe nước. Sau thời gian này, ông làm giảng viên tại Khoa Khoa học của Đại học Paris. Cuối cùng ông về làm hiệu trưởng của trường Bách khoa Paris, nơi ông đã từng theo học . Ông được tôn vinh khi tên được khắc cùng những nhân vật nổi tiếng khác của Pháp trên tháp Eiffel.

## Tiểu sử

### Thời thơ ấu, quá trình học tập và bị cầm tù (1788 – 1814)

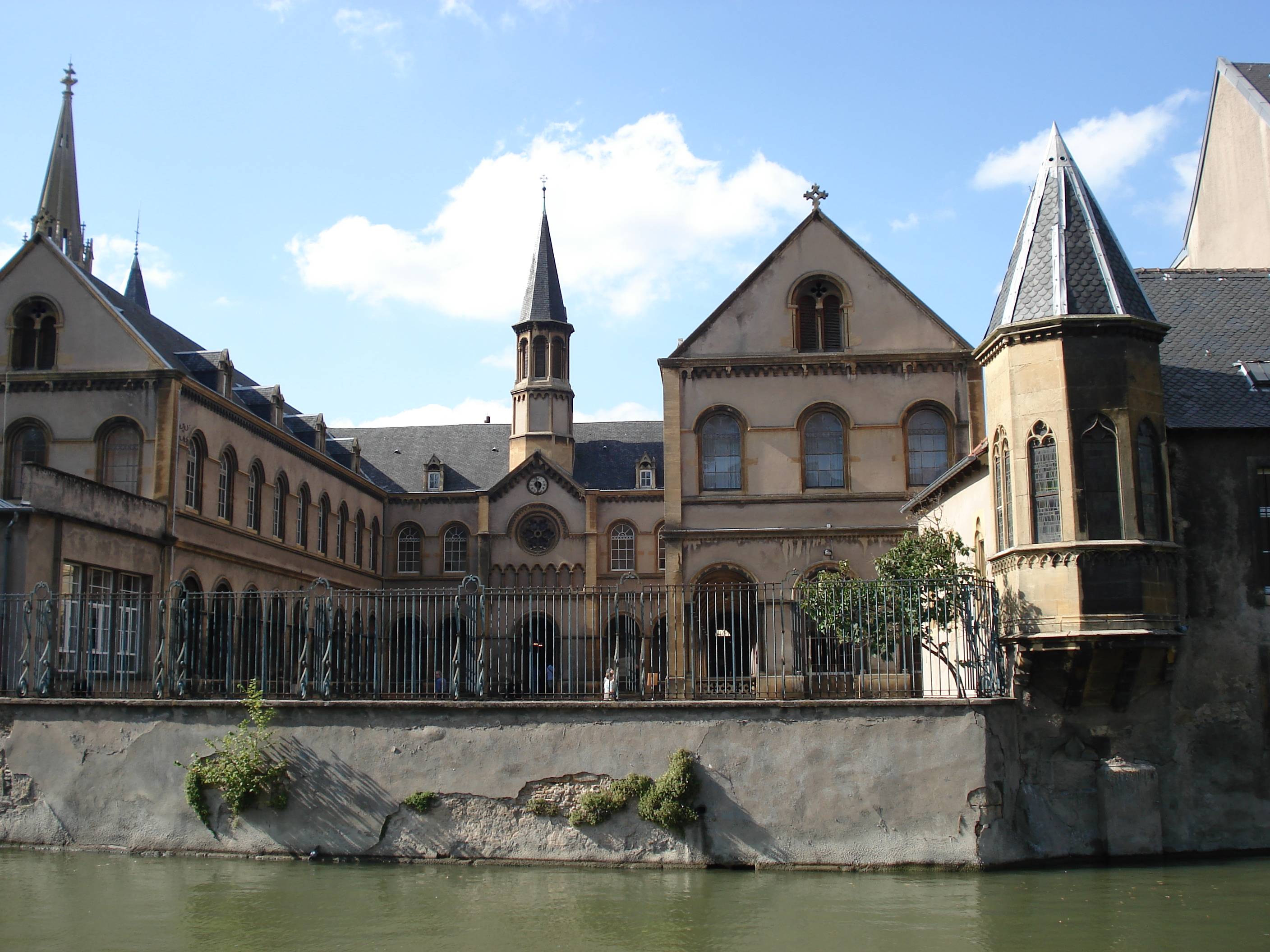
Trường Fabert ở Metz, nơi Poncelet từng là fellow student.

Poncelet sinh tại Metz, Pháp vào ngày 1 tháng 7 năm 1788. Ông là con trai ngoài giá thú của Claude Poncelet, một luật sư của Nghị viện Metz và cũng là một địa chủ giàu có . Khi còn ấu thơ, ông phải đến sống cùng với gia đình Olier ở Saint-Avold . Cho đến khi học trung học ông mới trở về Metz . Sau đó, ông theo học tại Trường Bách khoa Paris, một ngôi trường danh giá ở Paris từ 1808 đến 1810. Vì sức khỏe kém nên Poncelet sa sút trong năm học thứ ba . Sau khi tốt nghiệp, ông trở thành một kỹ sư trong quân đội. Trong thời gian này, ông tiếp tục theo học trường Cao đẳng Ứng dụng ở quê nhà và đạt đến bậc trung uý trong Quân đội Pháp vào năm tốt nghiệp .
Poncelet tham gia vào chiến dịch của Napoléon tấn công Đế quốc Nga năm 1812. Nhà viết tiểu sử Didion cho rằng ông thuộc vào nhóm không đi theo Thống chế Michel Ney tại Trận Krasnoi và buộc phải đầu hàng quân Nga. Tuy nhiên một số nguồn khác lại cho rằng ông bị bỏ rơi trên chiến trường . Sau khi bị bắt, ông bị tướng Miloradovich thẩm vấn nhưng không khai thông tin gì . Poncelet trở thành tù binh chiến tranh và bị giam giữ ở Saratov . Trong thời gian tù đày, từ 1812 đến 1814, Poncelet viết tác phẩm nổi tiếng nhất của mình: Traité des propriétés projectives des figures, phác thảo những khái niệm nền tảng của hình học xạ ảnh, đồng thời đưa ra những kết quả mới trong lĩnh vực này. Tuy nhiên tác phẩm này chưa thể công bố cho tới khi tác giả của nó được thả vào năm 1814 .

### Được thả và sự nghiệp thời gian tiếp theo (1822–1848)
Năm 1815, một năm sau khi được tha, Poncelet làm kỹ sư trong quân đội tại quê nhà Metz. Năm 1822, trong khi vẫn làm kỹ sư, ông xuất bản tác phẩm Traité des propriétés projectives des figures. Đây là công trình chính đầu tiên đề cập đến hình học xạ ảnh kể từ Desargues, mặc dù Gaspard Monge từng có một vài công trình nhỏ trước đó. Đây được coi là tác phẩm nền tảng cho hình học xạ ảnh hiện đại . Joseph Diaz Gergonne cũng viết về nhánh hình học này trong khoảng cùng thời gian, từ năm 1810. Poncelet công bố một vài kết quả về chủ đề này trong tạp chí toán học của Gergonne Annales de Gergonne (Tập san của Gergonne) (tên chính thức là Annales de mathématiques pures et appliquées, Tập san toán học thuần túy và ứng dụng) .
Năm 1825, ông làm giảng viên cơ học tại École d'Application ở Metz. Ông làm công việc này đến năm 1835. Trong thời gian tại Metz, ông phát triển các thiết kế về tua bin và bánh xe nước, có nguồn gốc từ những nghiên cứu về cơ học tại một nhà máy xay Provençal tại miền nam nước Pháp . Mặc dù tua bin trong thiết kế của ông đến năm 1838 mới thành hình nhưng ông đã mường tượng ra những thiết kế đó từ mười hai năm trước đó . Năm 1835, ông rời École d'Application và đến năm 1838 trở thành giảng viên tại Faculté des Sciences ở Paris với sự giúp đỡ của François Arago .

### Hiệu trưởng Trường Bách khoa Paris (1848 – 1867)
Năm 1848, Poncelet trở thành hiệu trưởng của ngôi trường mình từng được đào tạo: Trường Bách khoa Paris . Ông nắm giữ cương vị này cho đến khi nghỉ hưu năm 1850.
Trong thời gian này, ông viết Applications d'analyse et de géométrie. Đây được coi là tác phẩm giới thiệu cho công trình trước kia của ông Traité des propriétés projectives des figures. Nó gồm hai tập, ra mắt vào năm 1862 và 1864 .

## Đóng góp

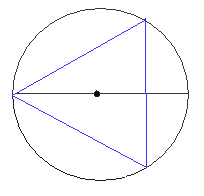
Phép dựng Steiner với một tam giác đều

### Định lý Poncelet-Steiner
Poncelet đề xuất định lý sau vào năm 1822: Các phép dựng hình Euclid bằng thước kẻ và compa có thể thực hiện được chỉ bằng thước kẻ nếu cho trước một đường tròn và tâm của nó. Nhà toán học Thụy Sĩ Jakob Steiner đã chứng minh định lý này năm 1833 và được có tên trong định lý. Phép dựng thỏa điều kiện định lý này được gọi là phép dựng Steiner .

## Một số công trình tiêu biểu
- (1822) Traité des propriétés projectives des figures
- (1826) Cours de mécanique appliqué aux machines (Giáo trình cơ học ứng dụng trên máy móc)
- (1829) Introduction à la mécanique industrielle
- (1862/64) Applications d'analyse et de géométrie